# 팬케이크 목록

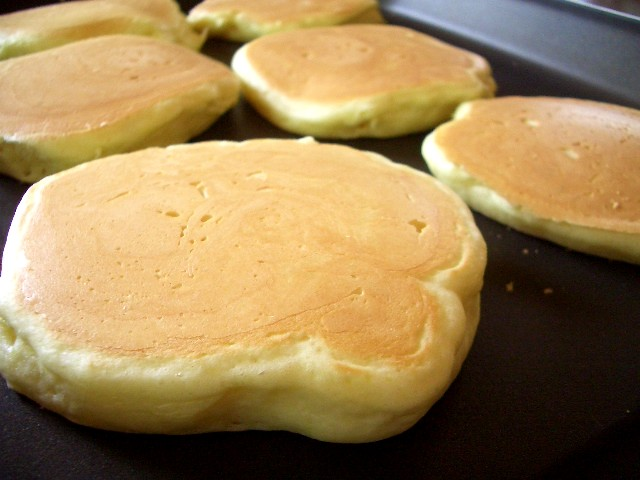
구이판 위에서 조리 중인 팬케이크

다음은 팬케이크 목록이다.

## 팬케이크
- 에블레스키베
- 아팜 발릭
- 아팜
- 바인 꾸온
- 바인 쌔오
- 배넉 (음식)
- 블리니
- 박스티
- 찰보리빵
- 차탕마리
- 빙 (음식)
- 충유빙
- 크레프
  - 팔라친카
- 크럼펫
- 도라야키
- 도사 (음식)
- 가이단자이
- 파리나타
- 필로아
- 갈레트
- 히라야치
- 호떡
- 은저라
- 전 (음식)
  - 빈대떡
  - 감자전
  - 화전 (음식)
  - 김치부침개
  - 고기전
  - 메밀부침개
  - 파전
- 조니케이크
- 카이저슈마렌
- 카놈 브앙
- 라오빙
- 마살라 도사
- 말라와치
- 므삼만
- 무탑바끄
- 오코노미야키
- 팔라친카
- 파넌쿡
- 포퍼처스
- 감자 부침
- 도사 (음식)
- 로티 차나이
- 충유빙
- 춘빙
- 타이양빙
- 스웨디시 팬케이크
- 시리니키

## 같이 보기
- 크레프기